# 283279 Qianweichang
283279 Qianweichang è un asteroide della fascia principale. Scoperto nel 2007, presenta un'orbita caratterizzata da un semiasse maggiore pari a 2,5893183 au e da un'eccentricità di 0,0919193, inclinata di 11,30348° rispetto all'eclittica.